# Barkas B 1000
Barkas B 1000 a fost o dubă fabricată de producătorul est-german Barkas din Chemnitz (pe atunci Karl-Marx-Stadt), Germania. Era disponibil în mai multe stiluri de caroserie: o dubă, un microbuz cu opt locuri și o camionetă.

## Galerie foto

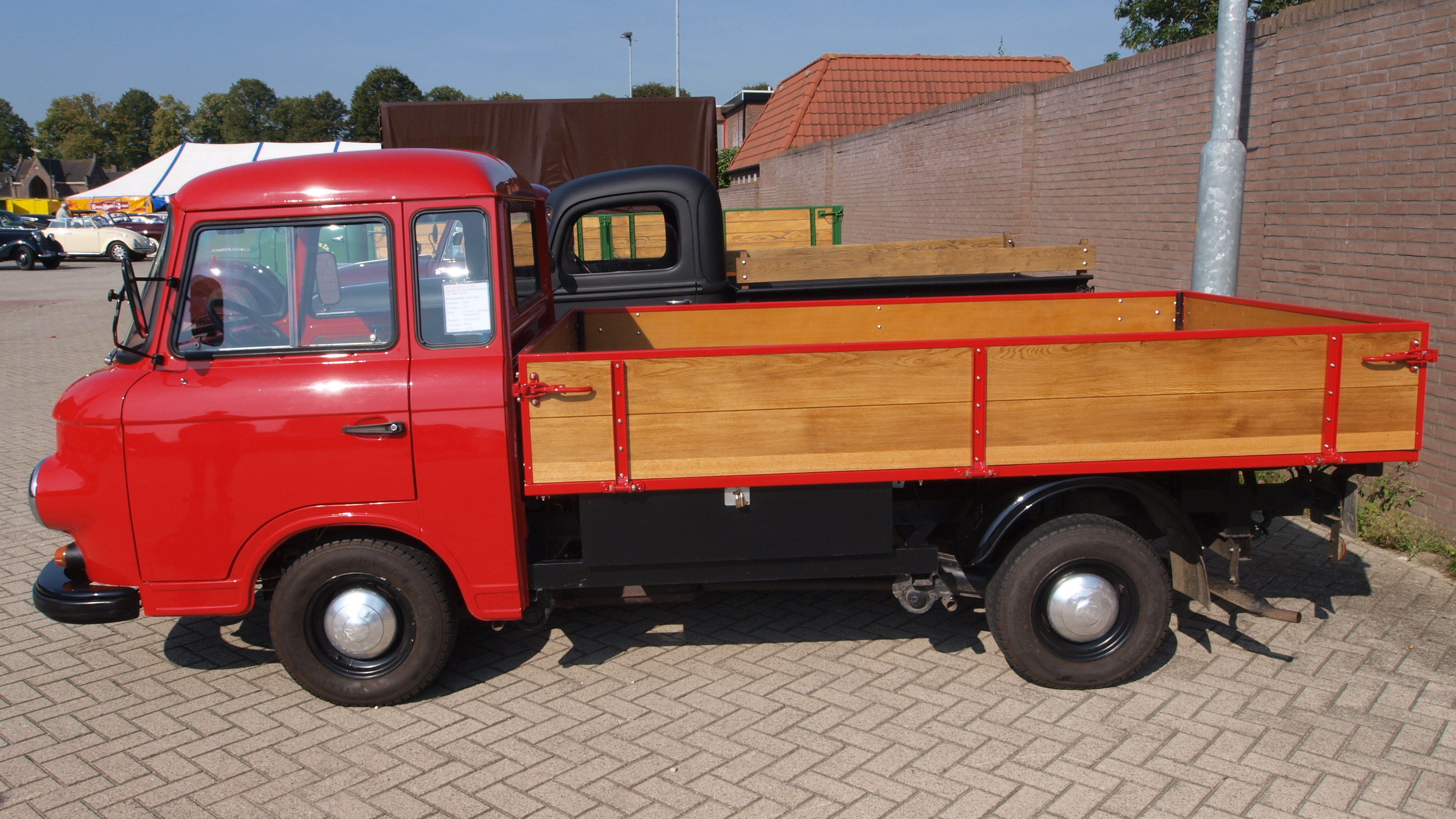
1965 Camion pickup B 1000
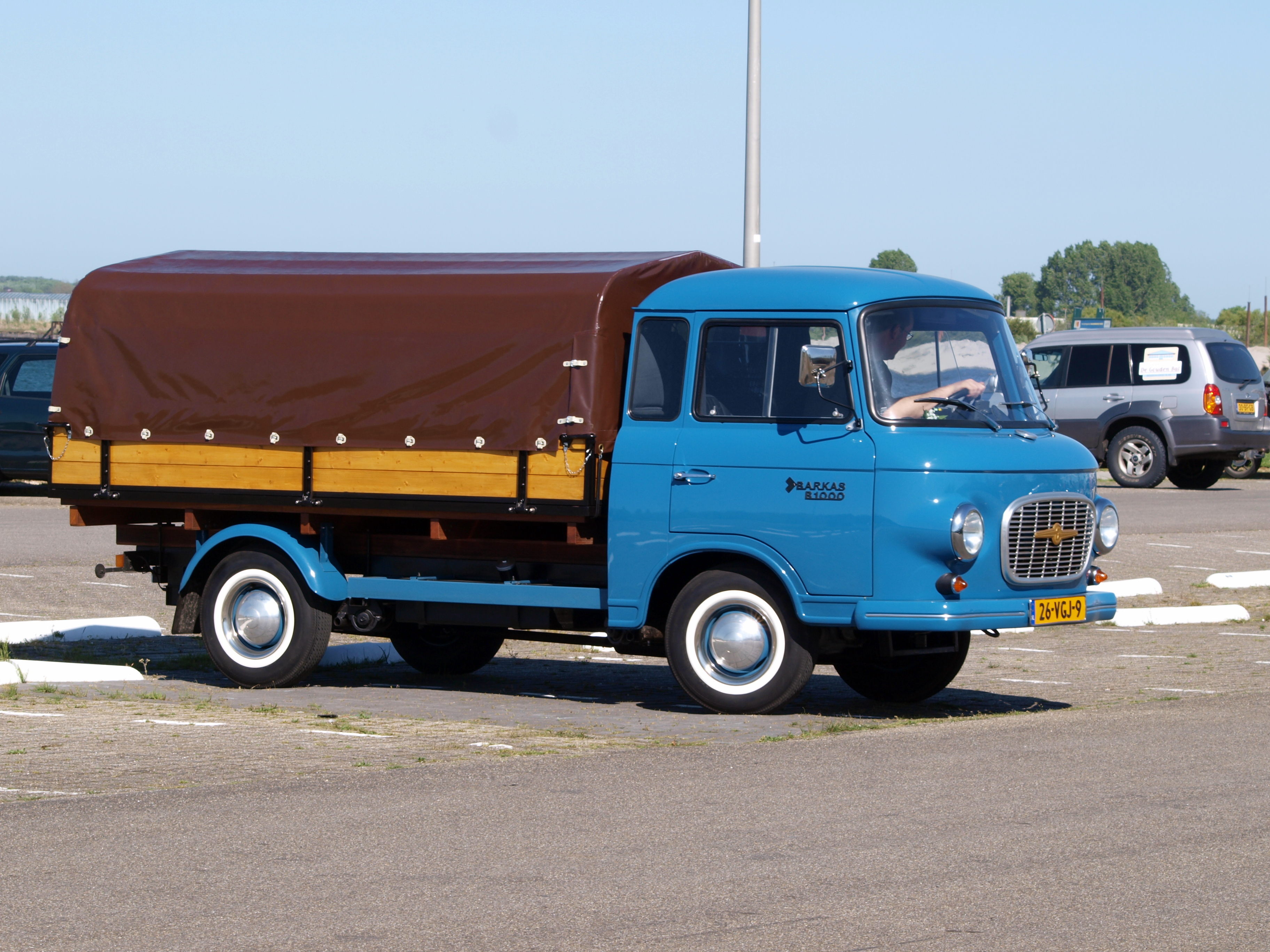
1981 Camion pickup B 1000 cu prelată suplimentară
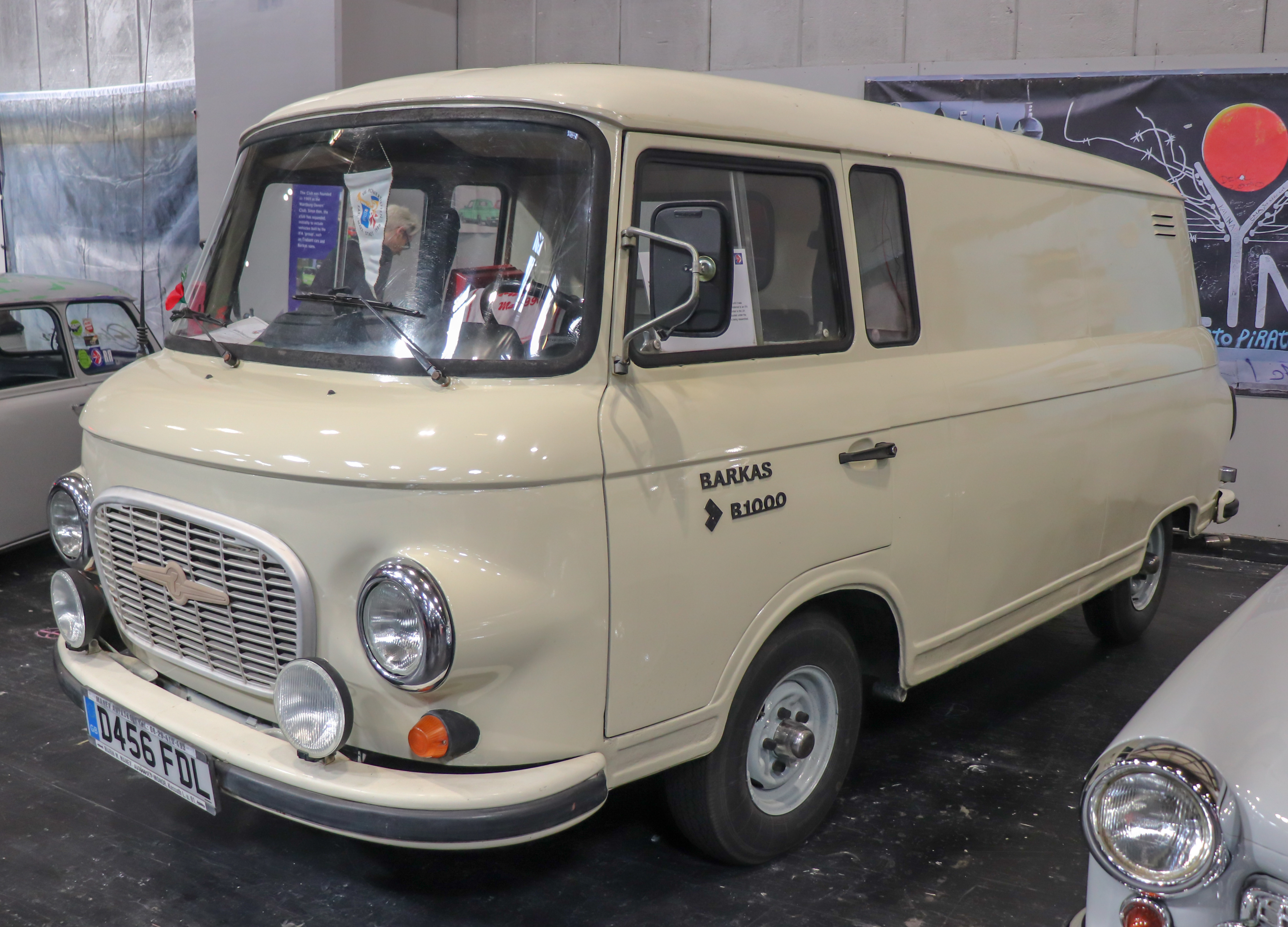
1987 B 1000 camionetă
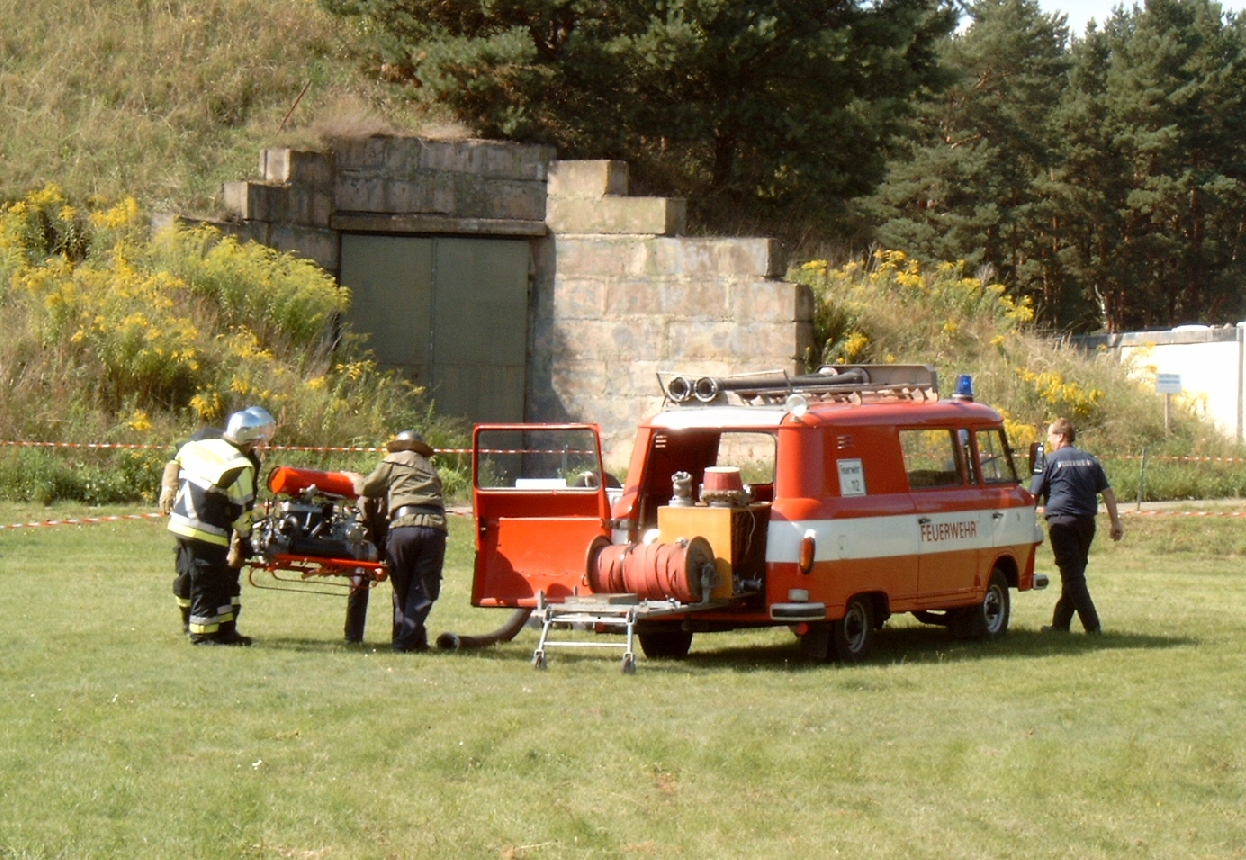
Mașină de pompieri KLF 8
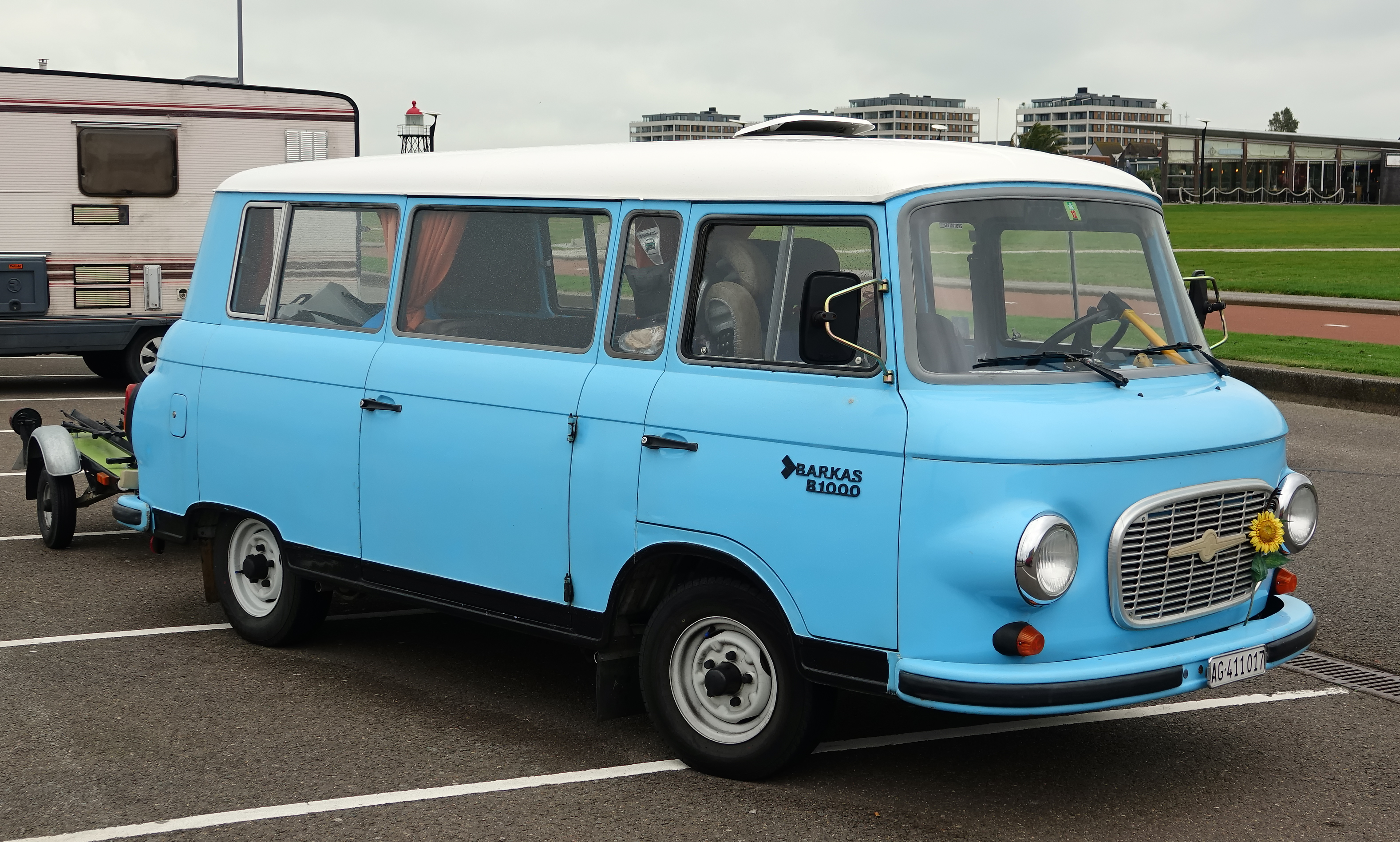
Microbuz
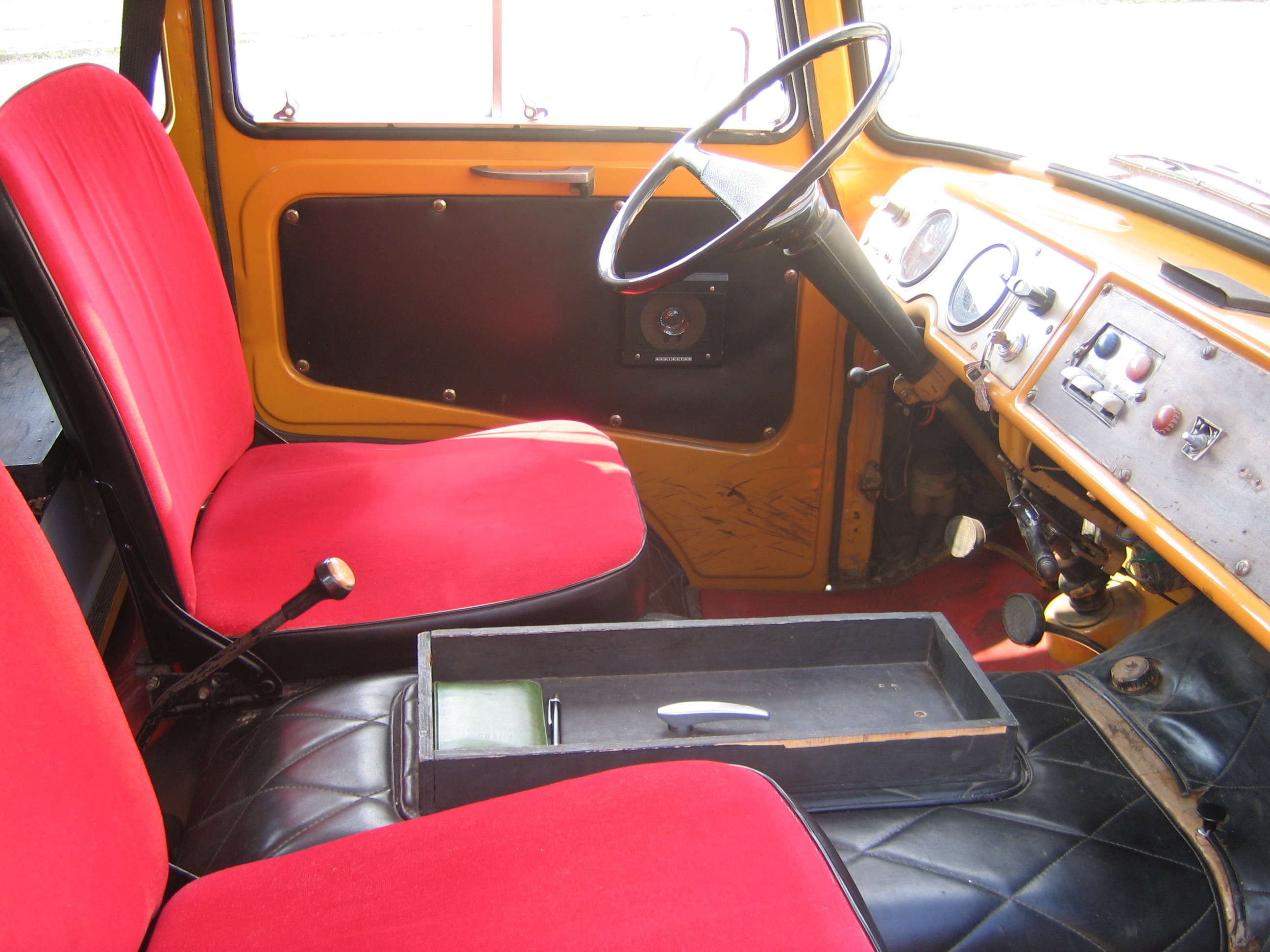
Interior
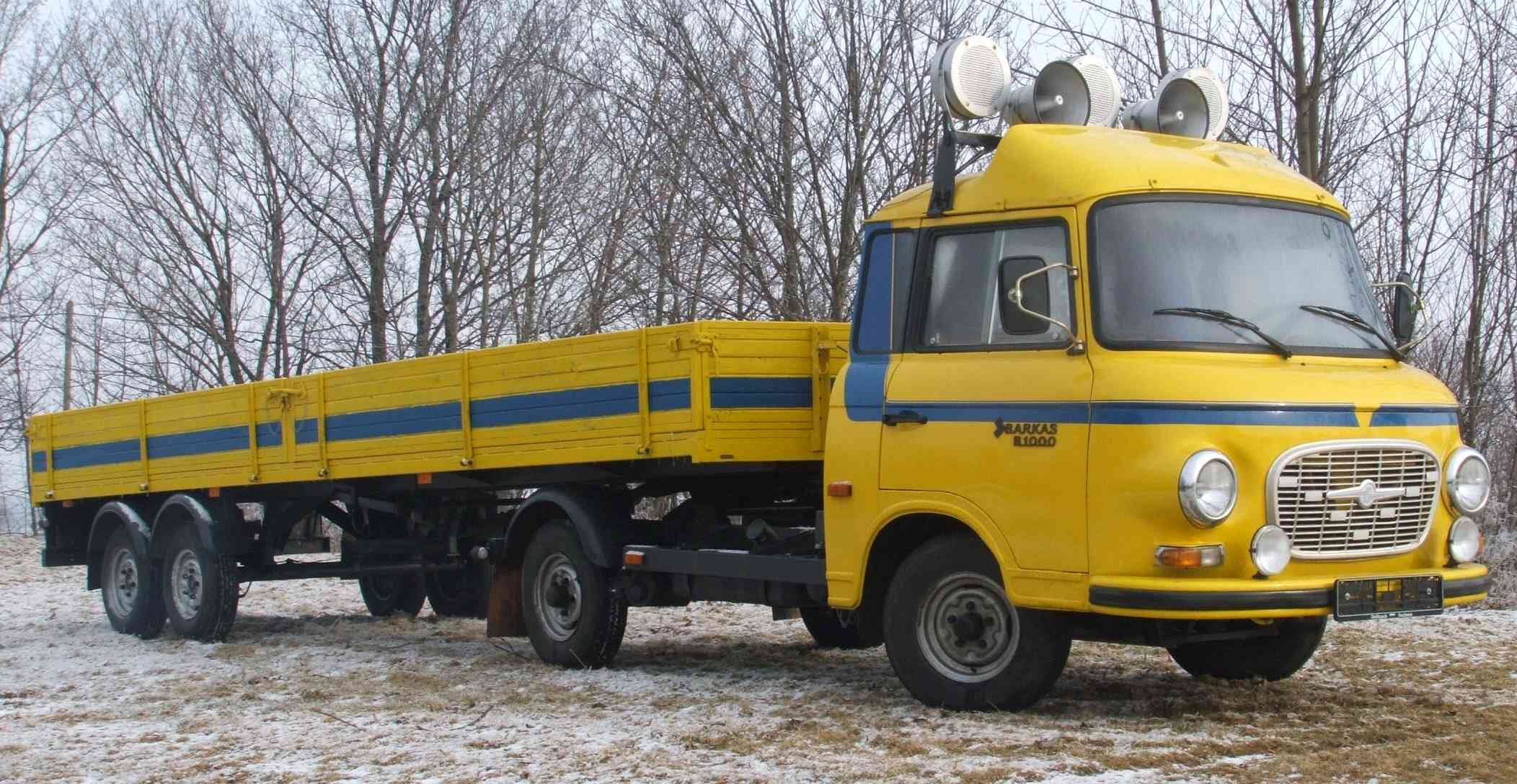
B 1000 semi
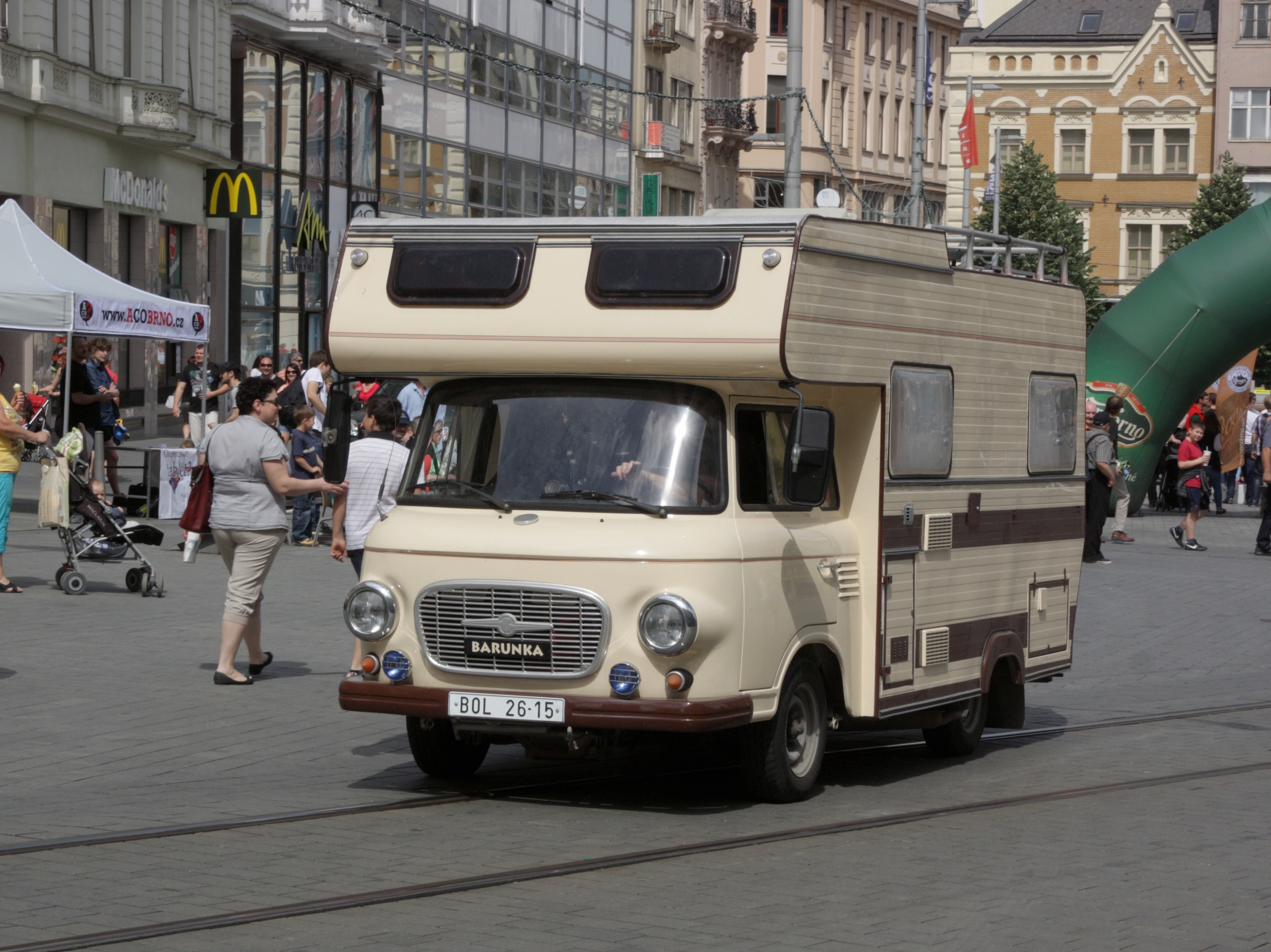
Autocaravană B 1000
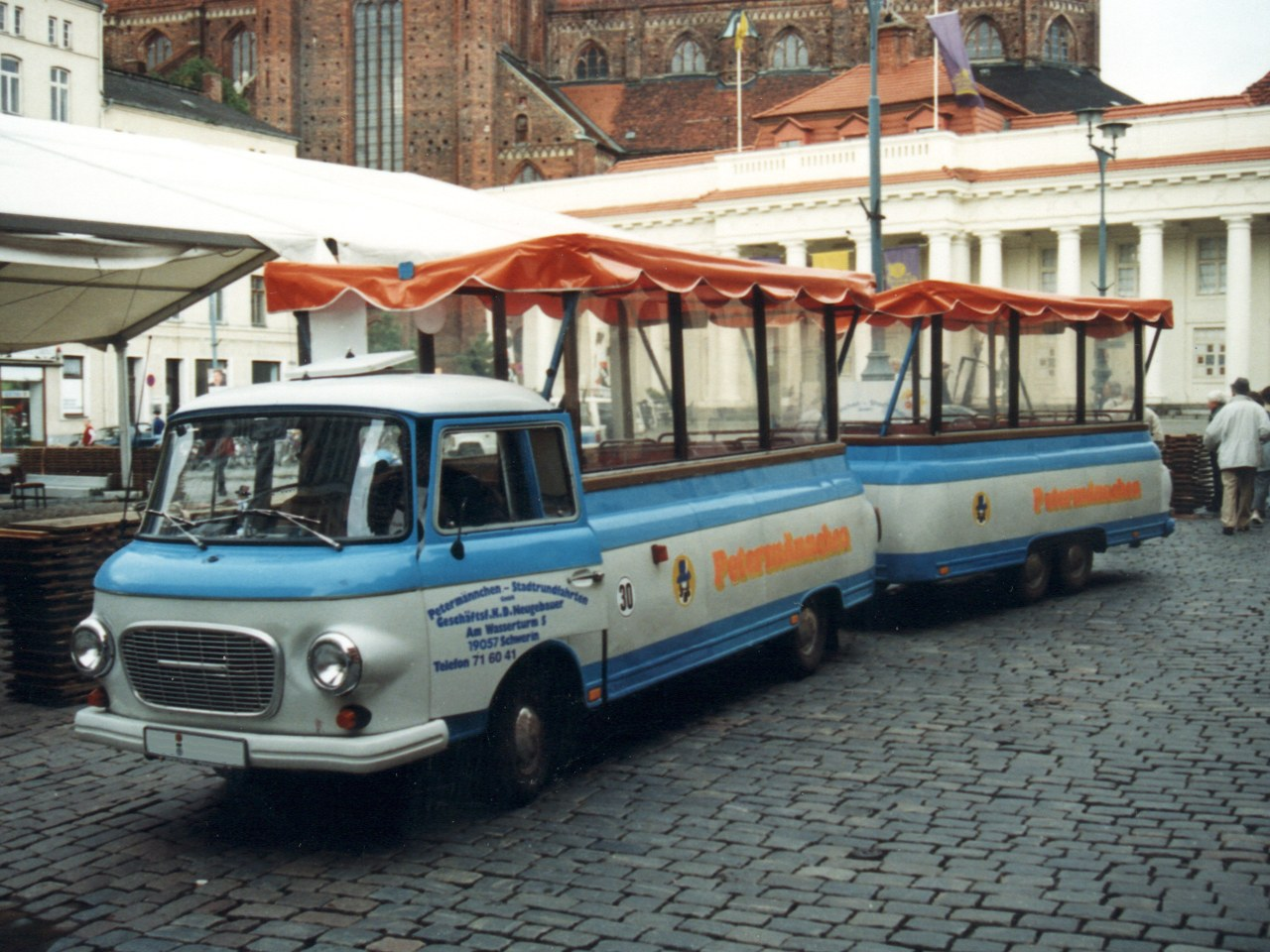
Autobuz cabriolet B 1000
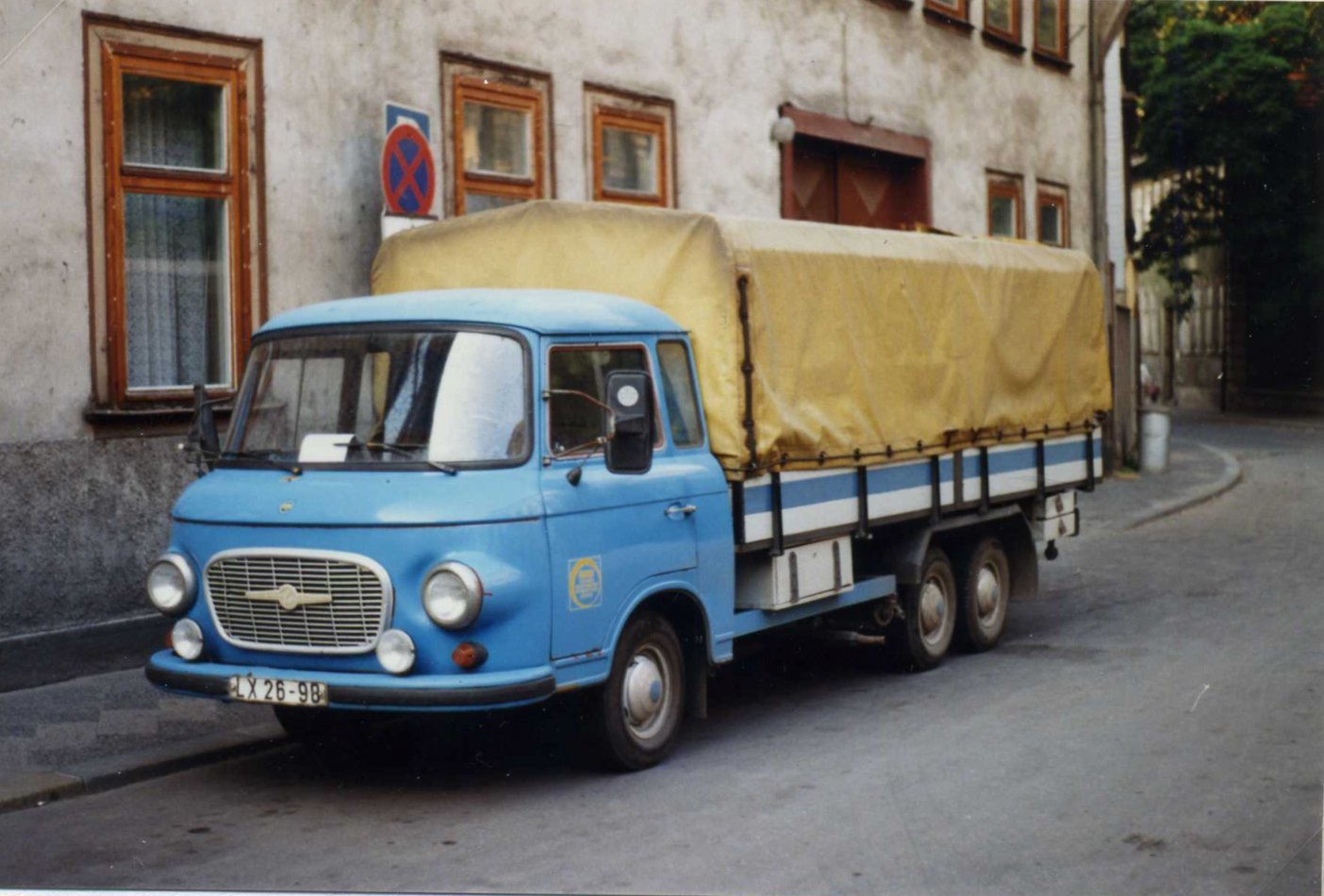
Camion cu trei axe bazat pe un șasiu de B 1000